# Perfil longitudinal
O perfil longitudinal de um rio corresponde a uma linha que une as altitudes do leito de um rio ao longo de todo o seu percurso, partindo da nascente e indo até a foz.